# Vitis fengqinensis
Vitis fengqinensis — вид ліан з роду Виноград (Vitis). Ендемік для Китаю (провінція Юньнань). Зростає у чагарниках та на схилах пагорбів, на висоті приблизно 2000 метрів над рівнем моря.

## Опис
Гілки товсті. Листя просте. Прилистки коричневі, від 2 до 2,5 мм завдовжки та 1,8 до 2 мм завширшки. Верхівка прилистків загострена. Черешок розміром від 2 до 6 см. Листкова пластинка овально-еліптична, від 4 до 9,5 см завдовжки та від 3,5 до 7 см завширшки. Бруньки оберненояйцеподібні, розміром від 1,8 до 2 мм, верхівка закруглена. Плодоносить у червні.